# The Island : Célébrités
Pour les articles homonymes, voir Island.
The Island : Célébrités, est une déclinaison de l'émission de télévision française de docu-aventure The Island, articulée autour de plusieurs candidats célèbres. Elle est diffusée sur M6 du 15 mai 2018, au  19 juin 2018 et est animée par Mike Horn.

## Tournage

### Production et organisation
Mike Horn, animateur des saisons normales, présente aussi cette édition spéciale,,.
La société de production EndemolShine France, également historique de l'émission, produit cette édition,.

### Contexte géographique et climatique
Le tournage de cette saison s'est déroulé durant trois mois, de novembre à décembre 2017, et a eu lieu sur une île (Isla Bayoneta)[réf. nécessaire] du Panama, dans l'Océan Pacifique,.
Le climat du Panama est un climat tropical à saisons alternées. La saison des pluies s’échelonne de mai à décembre. Le reste du temps, c'est la saison sèche.

## Principe
Le principe de cette déclinaison de The Island est le même que l'émission originale. Les seules différences que l'on peut constater sont que : les candidats ne sont pas des inconnus, mais des célébrités, et qu'ils sont accompagnés sur l'île par trois cadreurs et un médecin, qui vivent dans les mêmes conditions qu'eux. À part cela, la devise reste la même : « Une seule règle : survivre ».

## Participants
Onze célébrités, accompagnées de deux cadreurs, une cadreuse, et un médecin, participent à cette édition, à savoir,,, :
La camérawoman Séfora a participé à Pékin Express : La Route de l'Himalaya en 2007, avec sa mère Monique.
| Personnalité           | Personnalité       | Âge    | Occupation             | Période                      |
| ---------------------- | ------------------ | ------ | ---------------------- | ---------------------------- |
| Camille Cerf           | Camille Cerf       | 22 ans | Miss France 2015       | Jour 1 – 15                  |
| Priscilla Betti        | Priscilla Betti    | 28 ans | Chanteuse              | Jour 1 – 15                  |
| Stomy Bugsy            | Stomy Bugsy        | 45 ans | Rappeur et acteur      | Jour 1 – 15                  |
| Christian Califano     | Christian Califano | 45 ans | Rugbyman               | Jour 1 – 15                  |
| Olivier Dion           | Olivier Dion       | 26 ans | Chanteur               | Jour 1 – 15                  |
| Émilie Gomis           | Émilie Gomis       | 34 ans | Basketteuse            | Jour 1 – 15                  |
|                        | Louisy Joseph      | 40 ans | Chanteuse              | Jour 1 – 15                  |
|                        | Amaury Leveaux     | 32 ans | Champion de natation   | Jour 1 – 15                  |
|                        | Gwendal Peizerat   | 46 ans | Danseur sur glace      | Jour 1 – 15                  |
|                        | Brahim Zaibat      | 31 ans | Danseur et chorégraphe | Jour 1 – 15                  |
|                        | Lââm               | 46 ans | Chanteuse              | Jour 1 – 8 (Abandon médical) |
| Illustration manquante | Séfora             | 26 ans | Cadreuse               | Jour 1 – 15                  |
| Illustration manquante | Jacques            | 34 ans | Médecin                | Jour 1 – 15                  |
| Illustration manquante | Vincent            | 39 ans | Cadreur                | Jour 1 – 15                  |
| Illustration manquante | Guilhem            | 26 ans | Cadreur                | Jour 1 – 15                  |

## Résumés détaillés
(janvier 2025).
- Si vous ne connaissez pas le sujet, laissez ce bandeau (vous pouvez alors contacter les auteurs).
- Si vous supprimez le contenu mis en cause (vous pouvez préalablement contacter les auteurs),

argumentez précisément cette suppression dans la page de discussion
(un manque de référence n'est pas un argument ; une recherche réelle de référence doit avoir été effectuée, être formellement documentée).

### 1eret2eépisodes: découverte des naufragés, et premières tensions sur l'île
Ces épisodes sont diffusés pour la première fois le mardi 15 mai 2018.
Les naufragés débarquent et rejoignent difficilement l'île. Amaury Leveaux champion aide Lââm qui n'arrive pas à avancer. Sur la terre ferme, les premières tensions se font sentir avec des personnalités qui se sentent leader pour trouver un chemin. C'est bientôt Gwendal Peizerat qui prend rapidement le lead par son calme et sa sagesse. Il trouve de l'eau d'une petite source à proximité et propose comme la nuit va bientôt arriver de dormir sur place. Les naufragés vont donc passer leur première nuit en pleine forêt, entourés de bruits inquiétants et de chitras. Ces minuscules moustiques dévorent le moindre cm2 de peau non couverte. La nuit a été très difficile pour le groupe sauf peut-être pour le ronfleur, le géant Amaury. Lââm est la plus mangée par les chitras et son moral en est très affecté. L'équipe est aux petits soins pour elle.

### 3eet4eépisodes:Camille Cerfet Séfora débarquées à l'écart du groupe
Ces épisodes sont diffusés pour la première fois le mardi 22 mai 2018.
Camille Cerf et sa cameraman Séphora sont débarquées séparément sur l'île. Mike Horn semble les avoir punies de prendre l'aventure à la légère. Elles se sentent vite perdues mais heureusement vite se retrouvent. Les conditions de survies sont difficiles pour elles. Heureusement Mike Horn revient sur l'île pour leur trouver un lieu où installer leur campement près d'une source. Avec la pluie le moral est en berne. Les filles ont peur de partir découvrir la jungle et préfèrent rester sur la plage.
4 autres naufragés décident de partir vers la plage qu'ils trouvent au bout de 2 heures. Impossible de retrouver leur chemin pour informer le reste des naufragés qui s'inquiètent. Ils passent la nuit encore sur place et Émilie Gomis et d'autres décident de partir à la recherche et les retrouvent sur la plage. Après quelques explications, ils repartent chercher le groupe.  Tout le groupe se retrouvent. Le lendemain une expédition est lancée sur la plage voisine plus jolie. Mais comme il n'y a pas de source l'ancienne plage est donc un meilleur choix de survie. Gwendal trouve un meilleur emplacement de campement. Tous les naufragés mettent du cœur à l'ouvrage pour fabriquer un campement abrités pour 13. Mais la pluie est persistante.

### 5eet6eépisodes
Ces épisodes sont diffusés pour la première fois le mardi 29 mai 2018.
Camille Cerf a le moral en berne au bout de 7 jours pratiquement sans manger et sous la pluie. Camille rapidement va mal, elle a une cystite et de la fièvre. L'équipe médicale vient et lui donne antibiotique et ordonné qu'elle boivent 3 litres d'eau de source. Il faut qu'elle se repose. Pendant ce temps là, une équipe menée par Brahim Zaibat et Amaury partent à la découverte de l'île. Ils découvrent bientot les deux naufragées Séphora et Camille Cerf. Folle de joie d'être secourues, elles en oublient leur fatigue. Camille qui va beaucoup mieux. Ils repartent ensemble sur le camp bien que les filles soient faibles. Les filles sont vite intégrées au sein du groupe et reçoivent les attentions des hommes noix de coco, eau fraîche. Bientôt 2 gros poissons sont pêchés par Brahim et Amaury. Ces deux hommes aux grands cœurs ont le mérite de faire la plus grosse pêche de l'histoire de The Island. Malheureusement les tentatives toute la journée et la nuit pour faire du feu de Gwendal Peizerat et Olivier Dion ont échoué. Les 15 naufragés mangent donc le poisson cru préparé par Camille Cerf qui a appris à préparer le poisson par des pêcheurs pendant son année de Miss France. Les naufragés vont tous se coucher heureux le ventre rempli.
 (janvier 2025).

### 7eet8eépisodes
Ces épisodes sont diffusés pour la première fois le mardi 5 juin 2018.

### 9eet10eépisodes
Ces épisodes sont diffusés pour la première fois le mardi 12 juin 2018.

### 11eet12eépisodes
Ces épisodes sont diffusés pour la première fois le mardi 19 juin 2018. Ils sont les derniers de cette saison.

## Audiences
| Épisode  | Jour et horaire de diffusion       | Téléspectateurs | Part de marché (sur les 4 ans et plus) | Classement des audiences | Référence |  |
| -------- | ---------------------------------- | --------------- | -------------------------------------- | ------------------------ | --------- |  |
| 1        | Mardi 15 mai 2018 (21:00 - 22:15)  | 2 624 000       | 10,9 %                                 | 4e                       | [ 9 ]     |  |
| 2        | Mardi 15 mai 2018 (22:15 - 23:20)  | 2 400 000       | 13,1 %                                 | 4e                       | [ 9 ]     |  |
| 5 et 6   | Mardi 29 mai 2018 (21:00 - 23:15)  | 2 342 000       | 10,1 %                                 | 3e                       | [ 10 ]    |  |
| 7 et 8   | Mardi 5 juin 2018 (21:00 - 23:15)  | 2 249 000       | 9,6 %                                  | 4e                       | [ 11 ]    |  |
| 9 et 10  | Mardi 12 juin 2018 (21:00 - 23:15) | 1 636 000       | 6,7 %                                  | 3e                       | [ 12 ]    |  |
| 11 et 12 | Mardi 19 juin 2018 (21:00 - 23:15) | 1 649 000       | 7,5 %                                  | 4e                       | [ 13 ]    |  |

| Épisode | Jour et horaire de diffusion       | Téléspectateurs                   | Part de marché (sur les 4 ans et plus) | Référence                         |
| ------- | ---------------------------------- | --------------------------------- | -------------------------------------- | --------------------------------- |
| 1       | Mardi 15 mai 2018 (23:15 - 00:40)  | 850 000                           | 10,6 %                                 |                                   |
| 2       | Mardi 22 mai 2018 (23:15 - 00:40)  | 631 000                           | 10,1 %                                 |                                   |
| 3       | Mardi 29 mai 2018 (23:10 - 00:40)  | 789 000                           | 9,8 %                                  |                                   |
| 4       | Mardi 5 juin 2018 (23:15 - 00:40)  | Publication des audiences à venir | Publication des audiences à venir      | Publication des audiences à venir |
| 5       | Mardi 12 juin 2018 (23:15 - 00:40) | Diffusion à venir                 | Diffusion à venir                      | Diffusion à venir                 |

Légende :
- plus hauts scores d'audiences
- plus bas scores d'audiences

### Par saison
| Légende : Saison 1 / Saison 2 / Saison 3 / Saison 4 célébrités |

## Polémique
Durant le premier épisode, Mike Horn a accueilli les aventuriers, en leur lançant un caïman aux pieds et en les invitant à tenter de le maîtriser. Durant cette séquence, on voit alors Brahim Zaibat essayer d’aveugler l'animal, en lui jetant sa veste sur la tête, ou encore Mike Horn, qui se jette sur l'animal pour montrer aux célébrités comment faire. Cette séquence a alors vivement déplu à Reha Hutin, la présidente de la fondation 30 millions d'amis, qui déclare à TV Magazine : « C’est juste épouvantable. [...] Je trouve horrible cette cruauté gratuite. Faire le show avec un animal, de le maltraiter, ça me choque. Je veux bien dans le cadre d’une aventure solitaire mais là non. ». Elle appelle ensuite à boycotter l'émission, lorsqu'elle dit : « La meilleure façon de lutter contre ce type de comportement est de ne pas regarder les prochains épisodes du programme »,,.